# Das Doppelgesicht
Das Doppelgesicht ist ein deutsches Stummfilm-Liebesmelodram von 1917 mit Friedrich Zelnik in einer Doppelrolle und Hanni Weisse als eine deutsche Eliza Doolittle.

## Handlung
Die Geschichte ist in ihrer Grundstruktur an George Bernard Shaws Pygmalion angelehnt mit deutlichen Anleihen bei der französischen Vorkriegs-Filmreihe Fantomas.
Olaf Brant, seines Zeichens Schriftsteller und zugleich Berufsflieger, hat eine Theorie aufgestellt. Er behauptet, dass er ein gesellschaftlich „gefallenes Mädchen“ dank seines moralisch hoch stehenden Einflusses auf die rechte Bahn zurückbringen und sie sittlich derart reifen lassen könne, dass diese junge Frau schließlich dazu tauge, geheiratet zu werden. In Hilde, einem jungen, unbedarften Blumenmädchen, sieht er sein ideales Versuchsobjekt. Sie gefällt ihm gut und erscheint Brant lediglich als ein ungeschliffener Diamant. Er geht ihr nach, stellt sich dem Mädel geheimnisvoll als der „schwarze Jenö“ vor und meint ebenso geheimnisvoll wie wichtigtuerisch, dass sie beide (wobei auch immer) wohl gemeinsame Sache machen könnten. Bald gerät Hilde ganz in den Bann des mysteriösen Unbekannten. Brant alias Jenö glaubt, in ihr eine für sein Experiment nicht unwillkommene dunkle Seite zu entdecken. 
Olaf bemerkt nämlich, dass Hilde einen Armreif findet und, als sich die Polizei auf der Straße nähert, selbigen einsteckt und verschwinden lässt, anstatt das Schmuckstück der Ordnungsmacht auszuhändigen. Teil des Experiments ist Olafs Janusköpfigkeit, und so nähert er sich ihr beim nächsten Mal mit seiner eigentlichen Identität, Olaf Brant. Er lädt die junge Frau zu einem Probeflug ein und bringt sie zu sich nach Hause. Das Doppelgesicht ändert dort flugs erneut seine Identität und erscheint wieder als der „schwarze Jenö“, sein finsteres alter ego. Vor Hildes Augen stiehlt er eine Reihe von kostbaren Gegenständen aus Brants, also seinem eigenen, Besitz. Als Brant wieder auftaucht und einen Unschuldigen zu verdächtigen beginnt, greift Hilde nicht ein, will sie doch ihren Kumpan, den „schwarzen Jenö“, nicht verpfeifen.
Um sie endgültig auf die Probe zu stellen, täuscht Olaf eines Tages eine schwere Erkrankung vor und lässt sich von Hilde nach allen Regeln der Kunst verwöhnen und pflegen. In dieser Zeit erzählt das Blumenmädchen dem jungen Mann ihre ergreifende Lebensgeschichte, die sie die soziale Leiter hinabrutschen ließ: Als einst Hildes Vater starb, wuchs sie bei ihrer Pflegemutter auf, die sie aber auf gesellschaftlich-moralische Abwege brachte. Brant ist zwar gerührt, will die Kleine aber noch ein letztes Mal auf die Probe stellen, um zu sehen, ob sie fortan allen illegalen Verlockungen widerstehen kann. Er vertraut Hilde eine größere Summe Geldes an und erscheint wenig später wieder in der Verkleidung des „schwarzen Jenö“. Dieser verlangt von ihr den Zaster. Hilde, die eigentlich geplant hatte, mit Jenö durchzubrennen, kommt gar nicht mehr dazu, ihren Plan umzusetzen: Der „schwarze Jenö“ gibt sich als Olaf zu erkennen und hält damit Hilde von der letzten Versuchung ab. Beide gestehen sich ihre Liebe und heiraten.

## Produktionsnotizen
Das Doppelgesicht passierte die Filmzensur im August 1917 und wurde im November desselben Jahres in Berlins Marmorhaus uraufgeführt. Die Länge des Vierakters betrug 1302 Meter

## Kritik
„Die geistvolle tendenziöse Handlung dieses spannenden Films ist auf dem ernsten Gedanken aufgebaut, das ein irregeleiteter, auf abschüssige Bahn geratener Mensch durch die richtige Umgebung und durch liebevolle Behandlung wieder auf den geraden Weg gebracht werden kann. Friedrich Zelnik verkörpert abwechselnd die Rolle des Verführer des “schwarzen Jenö” und die des Olaf Brant, dem es durch seinen moralischen Einfluß  gelingt, die durch äußere Umstände tief gesunkene Hilde wieder in sittlicher Hinsicht auf eine so hohe Stufe zu bringen, daß er sie zu seiner Frau machen kann. Geradezu meisterhaft führt Friedrich Zelnik diese Doppelrolle durch.“